# بيرسي غودمان
بيرسي غودمان (3 أكتوبر 1874 - 25 أبريل 1935) (بالإنجليزية: Percy Goodman)‏ هو لاعب كريكت باربادوسي.